# Travel Air Airplane Manufacturing Co.

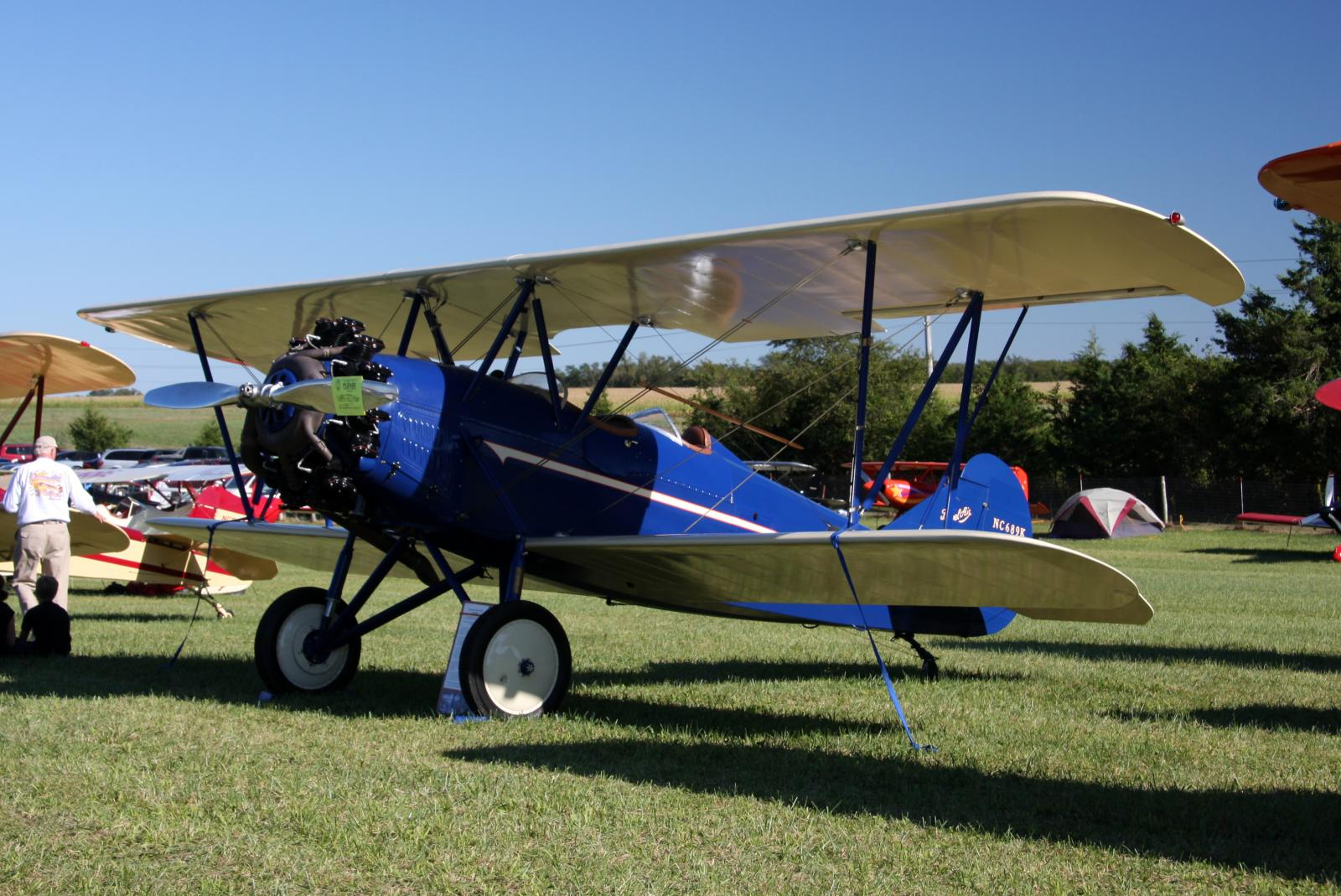
Travel Air 4-D

Travel Air Aircraft Manufacturing Co est un constructeur aéronautique américain disparu de l'entre-deux-guerres.

## Historique
Travel Air Aircraft Manufacturing Co fut créé le 26 janvier 1925. Walter P. Innes Jr étant président et trésorier, William « Bill » Snook responsable de la production. Clyde Vernon Cessna assurait la vice-présidence et Walter Beech était responsable des finances, Lloyd Stearman ingénieur en chef. En l’absence d’usine, elle débuta ses activités dans un bâtiment agricole dont elle louait tout juste 85 m2. Triplace en tandem dessiné par Lloyd Stearman, le premier appareil est achevé fin 1925. Mais Lloyd Stearman souhaite voir son nom sur les appareils qu’il dessine et quitte Travel Air début 1926. Walter Beech et Clyde Cessna, qui avait entretemps remplacé Walter P. Innes à la présidence, unissent alors leurs talents pour réaliser un monomoteur commercial à cabine fermée, première réalisation du genre développée aux États-Unis.
Si la participation réussie de biplans Travel Air aux deux premières éditions du Ford Commercial Airplane Reliability Tour, en 1925 et 1926 constitua un excellent support publicitaire, c’est un concours qui amena à la conception du Travel Air Model 5000 (en), premier avion construit aux États-Unis pour répondre spécifiquement aux besoins d’une compagnie aérienne. Plus de 200 Travel Air ont déjà été construits quand sortent les premiers monoplans Travel Air 5000 (en) en 1927. La même année Clyde Cessna quitte Travel Air pour fonder sa propre entreprise, Art Goebel et William Davis remportent la Dole Race en reliant Oakland, Californie, à Wheeler Field, Hawaii, à bord du Woolaroc (en) et le Mystery Ship (en) se classe premier en classe libre dans la course de 50 miles en circuit fermé durant les National Air Races. Pour la première fois aux États-Unis un appareil civil volait plus vite que des avions militaires. Présent aux premières places de nombreuses compétitions, Travel Air jouit alors d’une extraordinaire popularité et livre près de 1 000 appareils en 1929. C’est alors le premier constructeur mondial d’avions civils.
Malgré ces succès la crise de 1929 entraîne une réorganisation de l'entreprise, qui est contrainte en fin d’année de se fondre dans la Curtiss-Wright Corporation. L’usine de Wichita ferme définitivement ses portes en 1931. Elle rouvrira en 1934 pour produire les avions Beechcraft.

## Au cinéma
Des avions Travel Air sont utilisés dans le film Sky Bride sorti en 1932.

## Sources
1. 1 2 3  Pelletier